# Витория Дория
Вижте пояснителната страница за други личности с името Витория.
Витория Дория (на италиански: Vittoria Doria; * 1569, † 1618) от влиятелния генуезки род Дория, е чрез женитба херцогиня на Гуастала и на Амалфи.

## Биография
Тя е дъщеря на адмирал Джовани Андреа I Дория (* 1539, † 1606), княз на Мелфи, маркиз на Турси и Ториля, племенник на Андреа Дория (* 1466, † 1560). Нейната майка е Дзенобия дел Карето (* 1540, † 1590). Витория е сестра на Андреа Дория (* 1570, † 1629), 3-ти княз на Мелфи, Артемиза Дория (* 1574, † 1644) – съпруга на Карлос Франциско де Боргия, 7-ия херцог на Гандия, и на Карло I Дория (* 1576, † 1650), херцог на Турси.
Витория Дория се омъжва през 1580 или 1587 г. за Феранте II Гонзага (* 1563, † 1630), граф и от 1621 г. херцог на Гуастала и херцог на Амалфи. Една година след женитбата той е член на свитата на Мария Испанска, вдовицата на император Максимилиан II, когато тя се връща в Испания.

## Деца
Витория Дория и Феранте II Гонзага имат три деца:
- Чезаре II Гонзага († 1632), херцог на Гвастала, ∞ Изабела Орсини
- Винченцо Гонзага († 1697, вицекрал на Сицилия от 1677
- Андреа Гонзага († 1686), граф на Сан Паоло, ∞ Лаура Криспиано, баща на Винченцо Гонзага (* 1634, † 1714)